# Björn Hübner
Björn Hübner (* 22. Januar 1986 in Tauberbischofsheim) ist ein deutscher Säbelfechter. Er ist fünffacher deutscher Meister.

## Leben
Hübner war deutscher B-Jugendmeister 1999 und deutscher A-Jugendmeister 2003. 2003 und 2005 siegte er bei den deutschen Juniorenmeisterschaften. 2004 wurde er in Espinho Vizeeuropameister in der Einzelwertung und Europameister mit der Mannschaft. Bei den Juniorenweltmeisterschaften 2005 in Linz gewann er die Bronzemedaille in der Einzelwertung und Gold mit der Equipe.
Hübners größter Erfolg war die Bronzemedaille in der Einzelwertung bei den Europameisterschaften 2009 in Plowdiw. Mit der Mannschaft gewann er 2010 Bronze und 2011 Silber. Bei den Weltmeisterschaften 2011 belegte er mit der Mannschaft den vierten Platz.
Hübner focht für den Fecht-Club Tauberbischofsheim, mit dem er 2006, 2009 und 2011 deutscher Mannschaftsmeister war, 2010 gewann er den Titel in der Einzelwertung, 2011 wieder mit der Mannschaft.
Bei den Olympischen Spielen 2012 in London belegte Hübner mit der Mannschaft aus Max Hartung, Nicolas Limbach und Benedikt Wagner den fünften Platz. Mit der Säbelmannschaft gewann er diese Medaille erneut bei den Europaspielen 2015.
Nach einem Vereinswechsel zu Future Fencing Werbach gewann Hübner bei den Deutschen Fechtmeisterschaften 2019 die Silbermedaille im Säbel-Einzel. Im selben Jahr wurde er mit der Mannschaft Europameister in Düsseldorf.
Er ist Sportsoldat (Dienstgrad Feldwebel) in der Sportfördergruppe der Bundeswehr in Mainz.